# Symmachia juratrix
Symmachia juratrix är en fjärilsart som beskrevs av John Obadiah Westwood 1851. Symmachia juratrix ingår i släktet Symmachia och familjen Riodinidae. Inga underarter finns listade i Catalogue of Life.